# مسجد البيرة الكبير

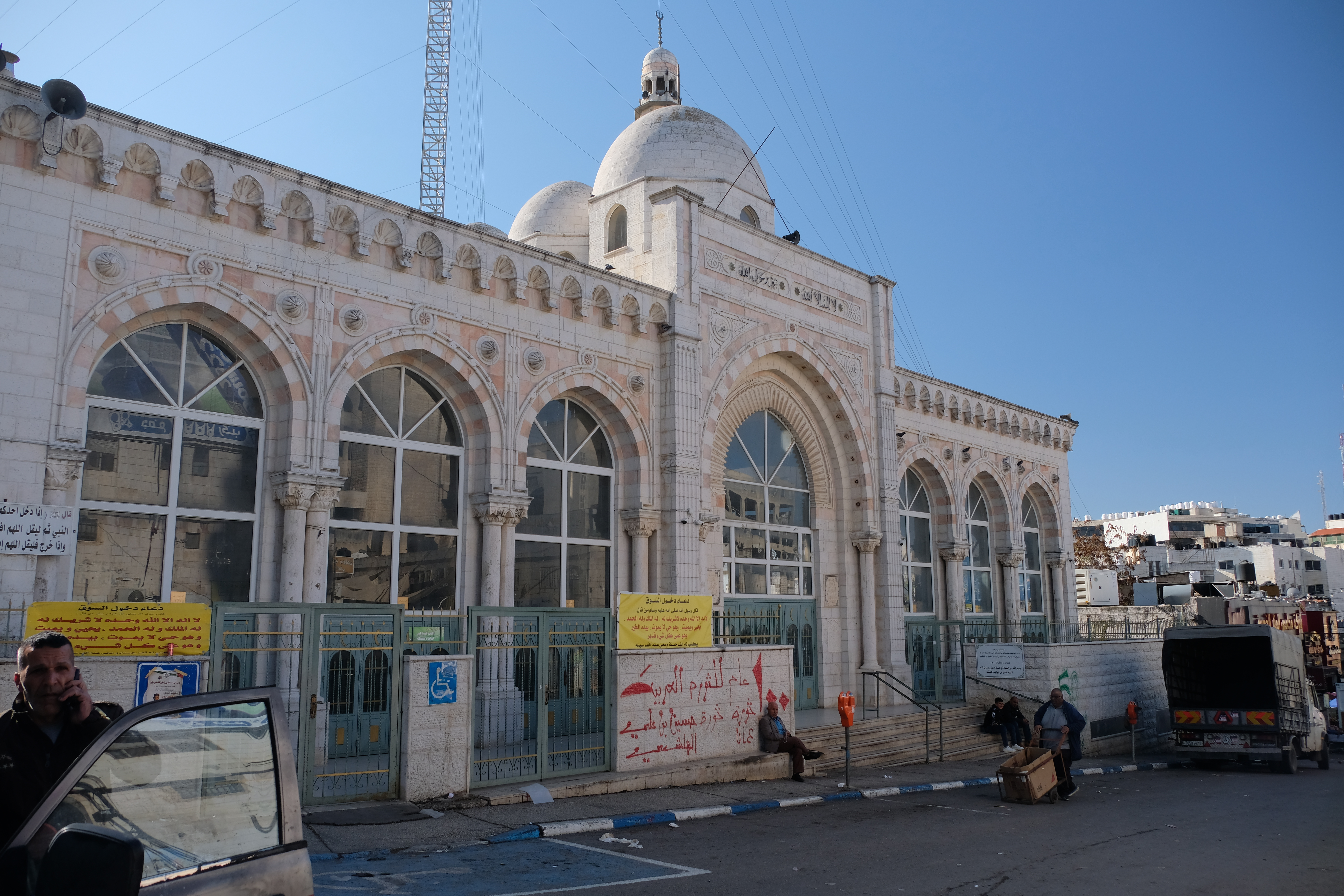
مسجد البيرة الكبير

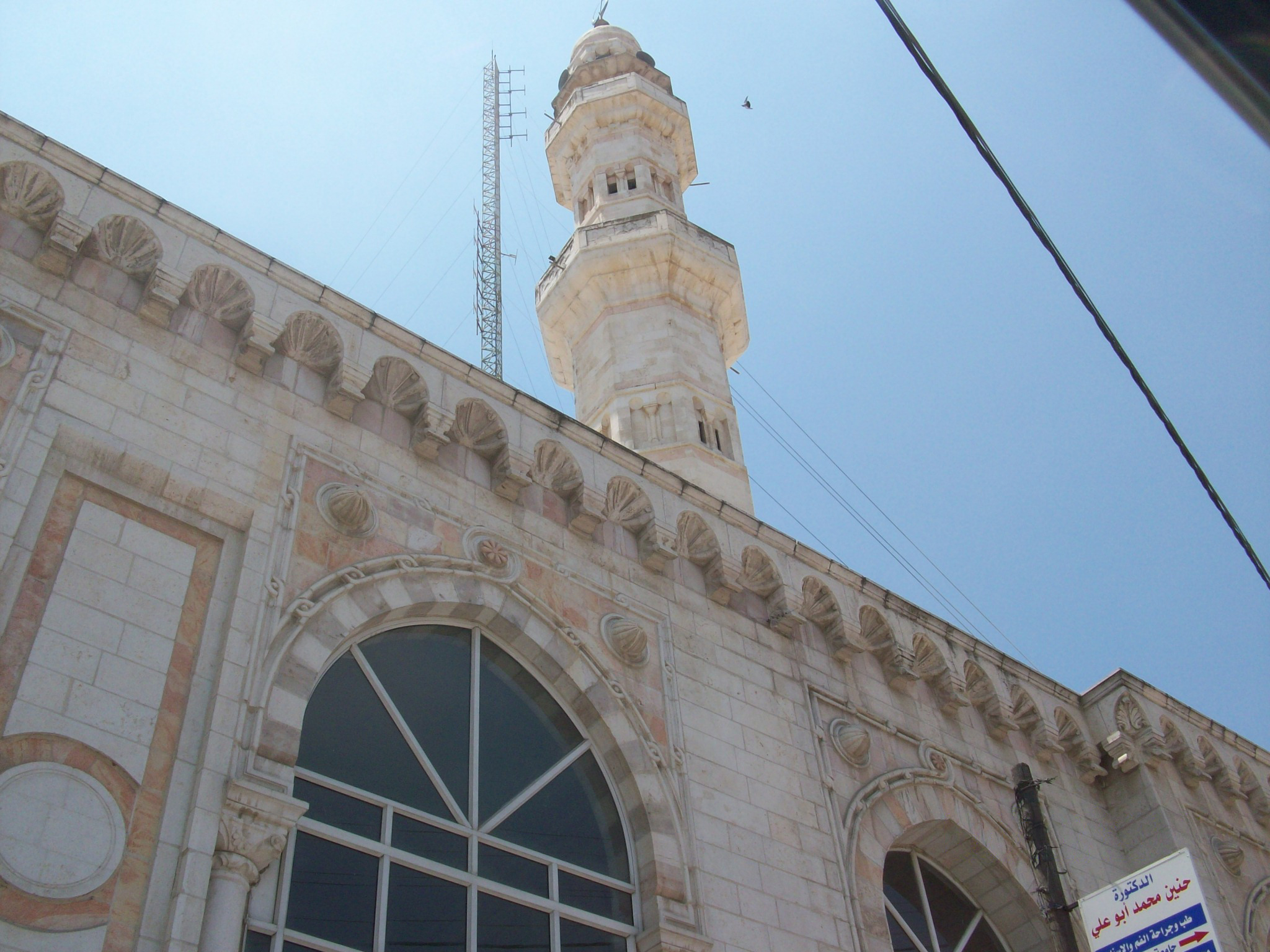
مئذنة مسجد البيرة الكبير

مسجد البيرة الكبير هو أكبر مسجد في مدينة البيرة في وسط الضفة الغربية وأحد أكبر المساجد في الضفة الغربية بعد المسجد الأقصى. تأسس عام 1962 ويقع وسط المدينة.

## التسمية
سُمي المسجد عند بنائه مسجد البيرة الجديد، وفي عام 1970 عند وفاة جمال عبد الناصر سُمي تيمنًا به. في الانتفاضة الفلسطينية الأولى سماه السكان سيد قطب، وأيضًا سُمي مسجد الشهداء كونه منبرًا رئيسيًّا لتشييع الشهداء. أهالي مدينة البيرة سموه نسبة إليهم مسجد البيرة الكبير.

## الموقع الجغرافي
يقع المسجد بين مدينتي رام الله والبيرة، وفي قلب السوق المركزي للمحافظة ووسط الضفة الغربية ما أدى لازدياد الاهتمام به، ومكتبته ساهمت في توجه الناس إليه.

## العمارة
يتميز المسجد بتصميم يمزج الطرازين القديم والحديث، مع استخدام الأقواس والنقوش وحجارة ملونة، ويضم اعمدة حجرية وقاعة كبيرة للأجتماعات ومصلى خاص بالنساء يتكون من طابقين. شهد المسجد عدة توسعيات وكان أخرها عام 1999، حيث تضاعفت مساحته أربع مرات لتصل إلى 2000 متر مربع. كان فيه مكتب لمديرية الأوقاف لمحافظة رام الله والبيرة، وفيه متوضأ بمساحة كبيرة يتضمن 35 حماماً، و4 متوضآت أخرى فرعية تخدم زوار المسجد والقاصدين مركز المدينة.

## المكتبة المركزية
يوجد في المسجد أكبر مكتبة في محافظة رام الله والبيرة، كونها تحتوي عى مئات كتب العلوم الشرعية وفيها مراجع مهمة تساعد الباحثين وخاصة لرسائل الماجستير والدكتوراه في الوصول إلى ضالتهم العلمية.

## الأهمية
يُعتبر المسجد مركزًا للأذان الموحد في مناطق واسعة من الضفة الغربية، ويشرف على هذه العملية مؤذنون يتميزون بأصواتهم الجميلة مثل الشيخ مراد أبو غربية. 

## أحداث
- في 14 مارس 2002 ، استولى جيش الاحتلال الإسرائيلي على المسجد واستخدم مئذنته للقنص حيث قتل أربعة فلسطينيين.[9]
- في 8 فبراير 2019، اقتحمت قوة خاصة إسرائيلية المسجد واستولت على تسجيلات كاميرات المراقبة.[10]
- في 9 أكتوبر 2015، شهد المسجد أكبر جنازة في تشييع الشهيد مهند الحلبي الذي توفي عقب تنفيذه عملية طعن في مدينة القدس .[11][12]